# Distrito de Hodonín
El distrito de Hodonín es uno de los siete distritos que forman la Moravia Meridional en República Checa. Se encuentra ubicado al sureste del país, al sureste de Praga, cerca de la frontera con Eslovaquia y Austria. Su capital fue la ciudad de Hodonín.

## División administrativa
- Archlebov
- Blatnice pod Svatým Antonínkem
- Blatnička
- Bukovany
- Bzenec
- Čejč
- Čejkovice
- Čeložnice
- Dambořice
- Dolní Bojanovice
- Domanín
- Dražůvky
- Dubňany
- Hodonín
- Hovorany
- Hroznová Lhota
- Hrubá Vrbka
- Hýsly
- Javorník
- Ježov
- Josefov
- Karlín
- Kelčany
- Kněždub
- Kostelec
- Kozojídky
- Kuželov
- Kyjov
- Labuty
- Lipov
- Louka
- Lovčice
- Lužice
- Malá Vrbka
- Mikulčice
- Milotice
- Moravany
- Moravský Písek
- Mouchnice
- Mutěnice
- Násedlovice
- Nechvalín
- Nenkovice
- Nová Lhota
- Nový Poddvorov
- Ostrovánky
- Petrov
- Prušánky
- Radějov
- Ratíškovice
- Rohatec
- Šardice
- Skalka
- Skoronice
- Sobůlky
- Starý Poddvorov
- Stavěšice
- Strážnice
- Strážovice
- Suchov
- Sudoměřice
- Svatobořice-Mistřín
- Syrovín
- Tasov
- Těmice
- Terezín
- Tvarožná Lhota
- Uhřice
- Vacenovice
- Velká nad Veličkou
- Veselí nad Moravou
- Věteřov
- Vlkoš
- Vnorovy
- Vracov
- Vřesovice
- Žádovice
- Žarošice
- Ždánice
- Želetice
- Žeravice
- Žeraviny